# Radolfzell (stacja kolejowa)
Radolfzell – główna stacja kolejowa w Radolfzell am Bodensee, w kraju związkowym Badenia-Wirtembergia, w Niemczech. Posiada status 3. kategorii.
Stacja zlokalizowana jest w centrum miasta, przy Friedrich-Werber-Straße, nad Jeziorem Bodeńskim.
| Radolfzell                               |  |                                         |
| Linia Bodenseegürtel                     |  |                                         |
|                                          |  | Radolfzell Haselbrunn odległość: 2,9 km |
| Linia Hochrhein                          |  |                                         |
| Böhringen-Rickelshausenodległość: 3,4 km |  | Markelfingen odległość: 3,2 km          |
| Linia Seehäsle                           |  |                                         |
|                                          |  | Radolfzell Haselbrunn odległość: 2,9 km |